# Le Seigneur des âmes
Le Seigneur des âmes (titre original : Lord of Souls) est le second tome d'un cycle de deux romans écrits par Gregory Keyes qui suivent l'histoire de l'univers The Elder Scrolls se déroulant entre les événements dépeints dans les jeux vidéo Oblivion et Skyrim. Publié aux États-Unis par Del Rey Books en 2011, il a été traduit en français et publié par les éditions Fleuve noir en 2012.

## Résumé
Le livre prend place juste après les événements du premier tome. 
Ayant appris une terrible découverte, le Prince Attrebus Mede continue sa quête, qui lui semble maintenant vouée à l'échec. Il cherche en effet à obtenir une épée magique grâce à laquelle il pourrait détruire la ville d'Umbriel, qui continue de frapper les territoires qu'elle visite. Pendant ce temps, dans la ville impériale, Colin, un espion, découvre des preuves de trahison au cœur de l'empire. Annaïg, elle, est prise au piège dans la cité volante elle-même, devenue une esclave du seigneur des ténèbres, dont la soif d’âmes ne fait qu'augmenter.

## Personnages principaux
- Annaïg Hoïnart, une jeune fille bretonne
- Colin Vineben, un inspecteur du Penitus Oculatus
- Attrebus Mede, le fils de l'empereur Titus Mede et prince de Cyrodiil
- Sul, un elfe noir qui voyage avec Attrebus